# حقوق التأليف والنشر في اليمن
حقوق التأليف والنشر في اليمن هو نظام قانوني يحكمه القرار الجمهوري بالقانون رقم (15) لسنة 2012م بشأن حق المؤلف والحقوق المجاورة.

## التاريخ
كانت أول تشريعات متعلقة بحماية حقوق المؤلف هي الأحكام الواردة في القرار الجمهوري بالقانون رقم (19) لسنة 1994م بشأن الحق الفكري. نظرا لتقادم هذا القانون؛ أُلغي واستبدل عند صدور القرار الجمهوري بالقانون رقم (15) لسنة 2012م بشأن حق المؤلف والحقوق المجاورة.
صدر القانون لحماية حقوق التأليف والنشر في اليمن وجميع أنواع الملكية الفكرية ويشمل القانون 12 فصلاً بدءًا من التسمية والتعاريف وصولاً إلى الأحكام العامة والختامية، ونص على أن حقوق المؤلف تبقى محميّة طيلة حياته ولمدة خمسين عاماً بعد وفاته.

## الأهمية
تُعتبر حقوق التأليف والنشر أمورًا ضرورية في العصر الحديث، حيث تسهم في ضمان حماية المبدعين والمؤلفين وتشجيعهم على تقديم إسهاماتهم الفكرية والإبداعية. في هذا السياق، تُولي اليمن اهتمامًا كبيرًا لحماية هذه الحقوق، وقد تم تطوير نظام قانوني يهدف إلى الحفاظ على تلك الحقوق وتعزيز بيئة مشجعة للإبداع والتفكير الثقافي والفني.

## وصلات خارجية
- نص القرار الجمهوري بالقانون رقم (15) لسنة 2012م